# Lingue trans-Nuova Guinea
Le lingue trans-Nuova Guinea sono una famiglia di lingue papuasiche,, parlate in Nuova Guinea, Molucche e nelle Piccole Isole della Sonda.

## Classificazione
La classificazione delle lingue trans–Nuova Guinea è un argomento largamente dibattuto. Esistono varie proposte, ma ad oggi nessuna di queste è condivisa unanimemente.
Fra le proposte più significative vi sono quella di Stephen Wurm del 1975, e quella più recente di Malcolm Ross del 2005 che, utilizzando come unico criterio di classificazione i pronomi personali, riduce la versione di Wurm eliminandone circa 100 lingue. Altra proposta interessante è quella di William Foley del 2003 che rompe il gruppo proposto da Wurm in decine di famiglie più piccole più alcuni gruppi isolati.

### Classificazione secondo SIL
Nel seguito viene indicata la soluzione proposta dal SIL nel 2009 che costituisce una evoluzione delle proposta di Wurm del 1975. La famiglia delle lingue trans–Nuova Guinea (TNG), secondo SIL, è composta da 477 lingue suddivise nelle seguenti famiglie:
- Lingue anganes (13)
- Lingue asmat-kamoro (11)
- Lingue awin-pare (2)
- Lingue binandere (13)
- Lingue bosavi (8)
- Lingue chimbu-wahgi (17)
- Lingua damal (1)
- Lingua dem (1)
- Lingue duna-bogaya (2)
- Lingue strickland orientali (6)
- Lingue eleman (7)
- Lingue engan (14)
- Lingue finisterre-huon (61)
- Lingue gogodala-suki (4)
- Lingue Inland Gulf (7)
- Lingue kainantu-goroka (29)
- Lingua kamula (1)
- Lingue kayagar (3)
- Lingue kiwaian (7)
- Lingue kolopom (3)
- Lingue kutubu occidentali (1)
- Lingue kutubu orientali (2)
- Lingue madang (106)
- Lingue marind (6)
- Lingue mek (7)
- Lingue mombum (2)
- Lingua mor (1)
- Lingua moraori (1)
- Lingue ok-awyu (36)
- Lingua oksapmin (1)
- Lingua pawaian (1)
- Lingue South Bird’s Head (10)
- Lingue papuasiche di sud-est (37)
- Lingua tanahmerah (1)
- Lingue teberan (2)
- Lingue tirio (5)
- Lingue turama-kikorian (3)
- Lingue TNG occidentali (43)
- Lingua wiru (1)

### Classificazione secondo Ethnologue
Ethnologue propone una diversa classificazione della famiglia di lingue trans-Nuova Guinea, che secondo questa fonte, sarebbero 564
- Lingue eleman (7)
- Lingue Inland Gulf (4)
- Lingue kaure (4)
- Lingue kolopom (3)
- Insieme Madang-Adelbert (102) 
  - Lingue adelbert (44)
  - Lingue madang (58)
- Main Section (317) 
  - Lingue centrali ed occidentali (267) 
    - Lingue anganes (13)
    - Lingue della Nuova Guinea Centro-meridionale-Kutubuan (74)
    - Lingue dani-kwerba (22)
    - Lingua dem (1)
    - Lingue degli altopiani della Nuova Guinea orientale (64)
    - Lingue gogodala-suki (4)
    - Lingue finisterre-huon (62)
    - Lingue kayagar (3)
    - Lingue mairasi-tanahmerah (4)
    - Lingue marind (6)
    - Lingua mor (1)
    - Lingue sentani (4)
    - Lingue bomberai occidentali (3)
    - Lingue dei laghi Wissel-Kemandoga (6)

  - lingue degli altopiani della Nuova Guinea orientale (2)
  - Lingue orientali (48) 
    - Lingue binandere  (11)
    - Lingue centrali e sud-orientali (37) 
      - Lingue dagan (9)
      - Lingue goilalan (5)
      - Lingue koiarian (7)
      - Linhgue kwalean (3)
      - Lingue mailuan (6)
      - Lingue manubaran (2)
      - Lingue yareban (5)

    - Lingua molof (1)
    - Lingua elseng o morwap (1)
    - Lingue nimboran (5)
    - Lingue settentrionali (27) 
      - Lingue del confine (15) 
        - Lingue bewani (5)
        - Lingue taikat (2)
        - Lingue waris (8)

      - Lingue tor (12)

    - Lingua oksapmin (1)
    - Lingue pauwasi (4)
    - Lingue senagi (2)
    - Lingue South Bird's Head-Timor-Alor-Pantar (33) 
      - Lingue South Bird's Head (10)
      - Lingue Timor-Alor-Pantar (23)

    - Lingue teberan-pawaian (3)
    - Lingua tofanma (1)
    - Lingue Trans-Fly-Bulaka River (38)
    - Lingue turama-kikorian (3)
    - Lingua usku (1)
    - Lingue mek (7)